# Горній Бєловаць
Горній Бєловаць (хорв. Gornji Bjelovac) — населений пункт у Хорватії, у Сисацько-Мославинській жупанії у складі громади Доні Кукурузари.

## Населення
Населення за даними перепису 2011 року становило 53 осіб.
Динаміка чисельності населення поселення:

## Клімат
Середня річна температура становить 10,89 °C, середня максимальна – 25,37 °C, а середня мінімальна – -6,26 °C. Середня річна кількість опадів – 995 мм.
| Клімат поселення                              | Клімат поселення | Клімат поселення | Клімат поселення | Клімат поселення | Клімат поселення | Клімат поселення | Клімат поселення | Клімат поселення | Клімат поселення | Клімат поселення | Клімат поселення | Клімат поселення | Клімат поселення |
| Показник                                      | Січ.             | Лют.             | Бер.             | Квіт.            | Трав.            | Черв.            | Лип.             | Серп.            | Вер.             | Жовт.            | Лист.            | Груд.            |                  |
| Середній максимум, °C                         | 7,07             | 9,08             | 13,48            | 17,70            | 22,18            | 25,37            | 24,22            | 23,60            | 19,98            | 15,20            | 9,82             | 5,60             |                  |
| Середня температура, °C                       | 0,40             | 2,41             | 6,82             | 11,03            | 15,52            | 18,70            | 20,45            | 19,82            | 16,21            | 11,42            | 6,03             | 1,83             |                  |
| Середній мінімум, °C                          | −6,26            | −4,26            | 0,16             | 4,36             | 8,85             | 12,05            | 16,66            | 16,03            | 12,42            | 7,66             | 2,25             | −1,96            |                  |
| Норма опадів, мм                              | 62               | 60               | 70               | 83               | 87               | 97               | 89               | 90               | 89               | 91               | 98               | 79               |                  |
| Середньомісячна швидкість вітру, м/с          | 1.66             | 1.84             | 2.22             | 2.13             | 1.99             | 1.80             | 1.76             | 1.60             | 1.60             | 1.68             | 1.71             | 1.72             |                  |
| Середньомісячна сонячна радіація, кДж/м²·день | 4372             | 7119             | 10815            | 15269            | 19508            | 21556            | 22676            | 19738            | 14678            | 9182             | 4905             | 3578             |                  |
| --------------------------------------------- | ---------------- | ---------------- | ---------------- | ---------------- | ---------------- | ---------------- | ---------------- | ---------------- | ---------------- | ---------------- | ---------------- | ---------------- | ---------------- |
| Джерело:                                      |                  |                  |                  |                  |                  |                  |                  |                  |                  |                  |                  |                  |                  |